# خولوبس
الخولوبس (بالروسية: Холопы) كانوا أشخاصاً وضعهم القانوني أشبه بالعبيد للإقطاعيين في الإمبراطورية الروسية بين القرن العاشر وأوائل القرن الثامن عشر.
ذكرت كلمة خولوب لأول مرة في وقائع سنة 986. تأثيلها يبقى غير واضح.
هناك فرضية أولى تقول بأنها كلمة نسيبة من الكلمات السلافية التي تعني «الصبي» (على نحو أكثر تحديدا، ذكر مراهق؛ الروسية الحديثة: хлопец (خلوبتس) والبولندية: (chłopak)، التي هي مماثلة لكلمة الصبي في الإنجليزية والتي تعني خادم.الكلمة السلافية نفسها مشتقة من الجذر الافتراضي تشول المتصل بالوضع قبل الزواج، (unmarriedness) أو عازب، وعدم القدرة على الإنجاب.
من جانب آخر هناك فرضية تقول انها مشتقة من الجذر الجرماني لكلمة «مساعدة».
برافدا روسكايا، وهي مدونة قانونية، تعطي تفاصيل ووضع وأنواع الخولوبس. في القرنين 11 و 12، فإن المصطلح يشير إلى فئات مختلفة من السكان وخصوصا العبيد. تعتبر سلطة سيد الخولوبس غير محدودة على مدى حياته، وعلى سبيل المثال، يستطيع قتله أو بيعه أو دفعه عوض دين. والسيد يكون مسؤولا عن أفعال الخولوبس، مثل إهانة حر أو سرقته. يمكن لأي شخص أن يصبح خولوب نتيجة للاعتقال أو بيع النفس أو تسديدا للديون، بعد أن يرتكب جريمة، أو عن طريق الزواج من خولوب آخر. وحتى أواخر القرن 15، مثل الخولوبس أغلبية الخدم، الذين كانوا يعملون في الأراضي. بعض الخولوبس، معظمهم من الأقنان، تقلد منصب خادم أميري بما في ذلك أولئك الموجودين في الجيش، أو انخرطوا في حرفة أو زراعة أو أنشطة إدارية. طوال القرن 16، كان دور الخولوبس هو السخرة وتناقص نظرا لزيادة مشاركة الفلاحين (انظر القنانة الروسية).